# Willys Jeep Truck
Willys Jeep Truck a fost un camion produs de Willys-Overland din 1947 până în 1965. Aproximativ 100.000 de unități ale vehiculului au fost produse și vândute și a fost destul de popular în timpul său.

## Istoric
Jeep Truck a fost introdus în 1947 ca un camion cu tracțiune integrală de 1 tonă, cu un ampatament de 2.997 mm (118 inci). Era disponibil ca camionetă, camion cu platformă, șasiu cabină sau șasiu gol. O versiune de ¾-tonă cu două roți a devenit disponibilă până în 1949. Camionul a fost restilizat în 1950 cu adăugarea unei grile în formă de V cu cinci bare orizontale. În 1951, motorul cu patru cilindri Hurricane IOE a înlocuit motorul anterior cu cap plat, crescând puterea de la 63 CP (47 kW) la 72 CP (54 kW).
Camionul a fost restilizat în 1950 cu adăugarea unei grile în formă de V cu cinci bare orizontale. În 1951, motorul cu patru cilindri Hurricane IOE a înlocuit motorul anterior cu cap plat, crescând puterea de la 63 CP (47 kW) la 72 CP (54 kW).